# Wąsosze (województwo wielkopolskie)
Wąsosze – wieś w Polsce położona w województwie wielkopolskim, w powiecie konińskim, w gminie Ślesin położona nad Jeziorem Wąsoskim.
| SIMC    | Nazwa             | Rodzaj    |
| ------- | ----------------- | --------- |
| 0297342 | Wąsoskie Holendry | część wsi |

Została założona prawdopodobnie w XVI wieku. W XIX wieku była tu czynna miodosytnia. 
W latach 1975–1998 miejscowość należała administracyjnie do województwa konińskiego.
Na terenie miejscowości znajduje się Osada Janaszkowo, Szkoła Podstawowa im. Henryka Sienkiewicza (wraz z 22 Gromadą Zuchową "Przyjaciele Zielonego Lasu"), Ochotnicza Straż Pożarna, zabytkowy kościół pw. Wszystkich Świętych z początku XVII w., Ośrodek Szkoleniowo - Rekreacyjny i park podworski wzdłuż jeziora. 
W 1962 roku w Wąsoszach powstało Koło Gospodyń Wiejskich. 
Przez wieś przebiega znakowany szlak turystyczny łączący Sompolno z Koninem. 